# Spyros Athanasopoulos
Spyridon Athanasopoulos (řecky Σπυρίδων Αθανασόπουλος, někdy uváděn jako Sotirios Athanasopoulos) byl řecký sportovní gymnasta, účastník Letních olympijských her 1896 v Athénách a držitel stříbrné olympijské medaile v hromadném cvičení na bradlech.
Athanasopoulova životní data ani nic jiného o něm není známo. Byl kapitánem družstva  Panellinios Gymnastikos Syllogos z Athén, které se spolu s reprezentací Německa a družstva Ethnikos Gymnastikos Syllogos účastnila cvičení družstev na bradlech. Družstva měla k dispozici sadu deseti nářadí a musela zacvičit tříminutovou sestavu, přičemž rozhodčí hodnotili celkové provedení, náročnost cviků a jejich sladění do celku. Němci bezkonkurenčně získali zlaté medaile. Obdobné cvičení na hrazdě žádné řecké družstvo neobsadilo. Panellinios skončil na druhém místě. Jména většiny řeckých cvičenců neznáme. Spyridon Athanasopoulos se dalších gymnastických disciplín neúčastnil.